# لي باي

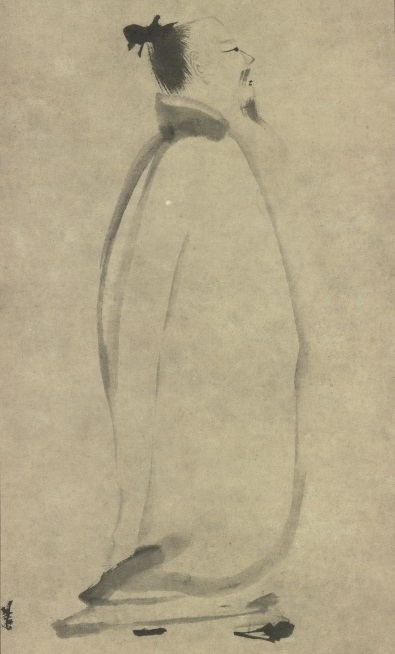
لي باي

لي باي أو لي تاي بو (بالصينية: 李太白؛ 701 - 762) كان شاعراً صينياً. إلى جانب الشاعر دو فو، يعد لي باي من أشهر شعراء الصين القدماء، وعرف بالأغاني الرومانسية حول النساء والخمر والطبيعة. عكست كتاباته المستوى العالي الذي وصلت إليه سلالة تانغ في فترة ازدهارها.
ولد لي باي في جيانغيو في مقاطعة سيتشوان بالصين. كان يعتنق الطاوية، وأمضى فترة طويلة من حياته في الترحال. كان يعرف بحبه الكبير للخمر، وكان يكتب الشعر حول متعة شربه، ويكتب حول الصداقة والعزلة ومضي الوقت. توفي في عام 762 في مدينة دانغتو بمقاطعة أنهواي الصينية، ووفقاً للروايات قيل بأنه مات غرقاً بعدما جلس في قارب وهو سكران، حينما حاول القبض على انعكاس ضوء القمر على الماء. بقت اليوم حوالي 1100 قصيدة من أعماله، وترجمت لأول مرة في عام 1862 بواسطة هارفي دو سان دوني في كتابه "Poésies de l'Époque des Thang".
كتب لي باي أكثر من ألف قصيدة، جُمع معظمها في ديوان شعري يحمل اسمه، ومن قصائده «أغنية العروس الحزينة» و«وداع صديق» و«حِداء عمال السخرة» و«رحلة في جبل الجن» و«وداع الذاهبين بلا عودة» و«أنشودة تشيو يو» و«حنين إلى مسقط الرأس» و«أنشودة جبل لو شان» و«ممر سيتشوان» و«أشرب وحيداً تحت ضوء القمر».
تتلخص مضامين شعر لي باي الفكرية في طرح أفكاره السياسية ومعارضته سياسة أصحاب الجاه والنفوذ، والتغني بجمال الطبيعة والمرأة، والاهتمام بالمصالح الوطنية. يمتاز شعره بلغة متناغمة متجانسة لا تقيدها قوانين العروض وتخلو من الزخرفة البيانية، وبخيال غني، وأسلوب لا يخلو من المبالغة، والإكثار من الاستعارة والتشبيه والرمز. وقد تأثر بنمط الأغاني الشعبية المعروفة بـ«يويه فو» Yue Fu، وهي أغانٍ جمعتها دائرة الموسيقى في عهد سلالة هان وتحولت إلى نمط شعري نظم الشعراء قصائدهم على منواله.
تأثر لي باي بفكر الكونفوشية [ر] والطاوية [ر] Taoism معاً. وآثر حياة العزلة والترحال على حياة الكسل والاستقرار. وتجمع قصائده الخماسية والسداسية والسباعية المقاطع بين نكهة الأغاني الشعبية وأسلوب الشاعر المتميز. ظهرت حياته في شعره فجاء غزيراً، متنوعاً، متعدد المضامين، منسجماً حيناً، متناقضاً حيناً آخر. وهو يحتل مكانة مرموقة إذ يعدّ ثاني أكبر شاعر رومنسي في تاريخ الأدب الصيني بعد الشاعر تشو يوان. حرر الشعر القديم من الصنعة والتأنق والزخرفة البيانية، وتأثر به العديد من الشعراء.

## روابط خارجية
- لي باي على موقع الموسوعة البريطانية (الإنجليزية)
- لي باي على موقع ميوزك برينز (الإنجليزية)
- لي باي على موقع ديسكوغز (الإنجليزية)